# Неготин
 Тази статия е за град Неготин в Сърбия.  За град Неготино в Северна Македония, наричан понякога Неготин, вижте Неготино.  
Нѐготин (на сръбски: Неготин или Negotin) е град в Сърбия, разположен близо до границата с България. Неготин е главен град на областта Неготинска Крайна, част от Тимошко. Населението на града е 17 762 души (2002), от които значителен брой власи.

## История
Неготин е основан от Осман Пазвантоглу като крепост. През 1810 година след въстание попада в ръцете на българския войвода Хайдут Велко, който по-късно е убит в самия град. През 1833 година влиза в пределите на Сърбия.
През 1873 година функционира българско читалище в града, подпомагано от Видинското читалище.
При избухването на Балканската война в 1912 година един човек от Неготин е доброволец в Македоно-одринското опълчение.
По време на Първата световна война (1915 – 1918) от 10 октомври 1915 градът е под български контрол. Към 1917 година има население от 6500 души. Край града са погребани 85 български войници и офицери от Първата световна война.

## Личности
Родени в Неготин
- Йован Атанацкович (1848 – 1921), сръбски военен, генерал, военен министър
- Михаил Бошнаков (1853 – 1939), български опълченец
- Стеван Стоянович Мокраняц (1856 – 1914), сръбски композитор
- Тодор Стефанов Йовчев (1891 – 1913), македоно-одрински опълченец, 1 рота на 2 скопска дружина, загинал в Боя при Шаркьой на 26 януари 1913 година[5]
- Миодраг Коядинович (1961 - ), сръбско-канадски писател
- Драгиша Стоядинович (1886 - 1968), сръбски революционер, офицер и политик
- Йелена Томашевич (1983 - ), сръбска певица
- Тома Тосич, български опълченец, на 28 април 1877 година постъпва в III рота на I дружина, напуска на 28 септември 1877 година[6]
- Чучук Стана (~1795 — 1849), сръбска хайдутка, героиня от епическа поезия

Починали в Неготин
- Доситей Новакович (около 1774 – 1854), тимочки епископ